# 1097 (numero)
Millenovantasette (1097) è il numero naturale dopo il 1096 e prima del 1098.

## Proprietà matematiche
- È un numero dispari.
- È un numero primo.
  - È un numero primo di Chen.
- È un numero omirp.
- È un numero difettivo.
- È esprimibile in un solo modo come somma di due quadrati: 1097 = 841 + 256 = 292 + 162.
- È un numero nontotiente in quanto dispari e diverso da 1.
- È un numero palindromo e un numero ondulante nel sistema posizionale a base 14 (585).
- È un numero intero privo di quadrati.
- È un numero malvagio.
- È parte delle terne pitagoriche (585, 928, 1097) , (1097, 601704, 601705).

## Astronomia
- 1097 Vicia è un asteroide della fascia principale del sistema solare.
- NGC 1097 è una galassia spirale barrata.

## Astronautica
- Cosmos 1097 è un satellite artificiale russo.